# CROSS EPOCH
『CROSS EPOCH』（クロス エポック）は、鳥山明と尾田栄一郎による合作漫画。『DRAGON BALL』と『ONE PIECE』のクロスオーバー作品である（正確にはスター・システム）。
『週刊少年ジャンプ』2007年4・5合併号（2006年12月25日発売）の目玉企画として掲載。後に2007年7月27日発売の週刊少年ジャンプ特別編集増刊『ONE PIECE 10th Treasures』に収録。

## 概説
尾田の画集『ONE PIECE COLOR WALK 1』での鳥山と尾田の対談がきっかけとなり、合作の企画が持ち上がった。掲載から3年前よりプロジェクトは始動しており、鳥山自身もその間に『ネコマジン』シリーズの執筆などで徐々に漫画作品を発表し、マイペースながら漫画家として活動を再開していた。
かねてより尾田は鳥山の影響を受けていると公言しており、巻末のコメントでも「双方のファンに気を遣いつつ、自分が一番楽しんでいた」といった趣旨の発言をしている。また尾田は「ストーリー作成の際、同じ時期に製作されていた『バトルスタジアム D.O.N』を参考にさせていただき、製作元のエイティングには、世界観を共有する許可までもらい、至れり尽くせりの状況だった」と語っている。
両品のキャラクターの競演を楽しむといった趣の強い作品であり、ストーリー性はほとんどない。『ONE PIECE』と『DRAGON BALL』のキャラクター同士がペアを組んで活躍する。

## 登場人物
各キャラクターの詳細はドラゴンボールの登場人物およびONE PIECEの登場人物一覧を参照。
ストーリーは両作品に無関係であり、本項では本作オリジナルの設定について記述する。
孫悟空
世界を守るヒーロー。バギーやピラフの悪さをいつも喰い止めている。今回は原作での道着姿ではなく、中国調の服装で登場。
モンキー・D・ルフィ
冒険家。空を飛ぶことはできないが筋斗雲には乗れる。唯一、原作とほぼ同じ服装で登場している。
ベジータ
空賊の頭で、ウソップからは艦長と呼ばれている。左眼に眼帯をして角が生えた姿。
トランクス
ベジータ空賊団員。この作品では髪の色がピンクでベジータと同じく角が生えている。
ニコ・ロビン
ベジータ空賊団員。チャイナドレス姿で彼女にも角が生えている。
ウソップ
ベジータ空賊団員。角が生えており、髪がだんごおさげになっている。
ピッコロ
ゾロとともに旅をする剣士。ちょんまげを結って和服に刀を差したマント姿。角の生えたライオンに乗っている。
ロロノア・ゾロ
ピッコロとともに旅をする剣客。道に迷いコースター列車を襲おうした。
亀仙人
ギャル好きの保安官。魔人ブウ編まで愛用していた四角いサングラスをかけている。
サンジ
亀仙人の部下で、同じくギャルが好き。亀仙人同様の西部劇風のファッション。
クリリン
クリチョパ海上列車コースター運営者。車掌姿で人造人間編までの坊主頭。
トニートニー・チョッパー
クリチョパ海上列車コースター運営者。
ブルマ
宇宙を股に掛ける強盗。ナミとのチームワークは抜群。
ナミ
ブルマの相棒で、彼女を姉さんと呼ぶ。2人ともSF風のファッション。
ピラフ
ピラッパギー悪党同盟の悪党長。テッチリ55を使い悟空とルフィに戦いを挑むが、あっけなく敗れ去る。
バギー
ピラッパギー悪党同盟の悪党長。今回もやられ役。
ミスター・サタン
突然として王となった男。
神龍
奇跡の球から呼び出される龍。ひとつだけ願いをかなえると、その後1年の休暇に入る。
ドクター・ゲロ
名前のみ登場。ベジータたちに決闘を申し込むが、弱いやつらとして相手にされていない。

## その後の影響
この作品を機に集英社は『ドラゴンボール』と『ONE PIECE』のコラボレーションを本格的にはじめ、筋斗雲に乗ったチョッパーや衣装を入れ替えたルフィや悟空などがゲームセンターの景品として登場している。
またテレビアニメでは、フジテレビ系で日曜9時から放映の『ドラゴンボール改』と同じく日曜9時30分から放映の『ONE PIECE』を『アニメ9』と一区切りにして放送した（『ドラゴンボール改』は第一期が2011年3月で終了。2014年4月から2015年6月まで第二期が放映された。終了後は2018年3月末日まで『ドラゴンボール超』が放映されていた）。その後、『ONE PIECE』は2011年と2012年に『ドラゴンボール改』の後番組であり本番組の前に放映されている『トリコ』（2014年3月で放映終了）とコラボスペシャルを放送。また2013年4月には加えて、『ドラゴンボールZ』とのコラボスペシャルが放送されている。